# 森特维尔 (艾奥瓦州)
森特维尔（Centerville）是美国艾奥瓦州阿珀努斯县的城市和县城。2010年美国人口普查时人口为5528人，比2000年的5924人少。二十世纪之交，森特维尔的煤矿业蓬勃发展，吸引了许多欧洲移民。现在仍然是许多瑞典裔美国人、意大利裔美国人、克罗地亚裔美国人、阿尔巴尼亚裔美国人和其他在矿工工作的移民后裔的家乡。